# Toxocarpus patens
Toxocarpus patens är en oleanderväxtart som beskrevs av Ying Tsiang. Toxocarpus patens ingår i släktet Toxocarpus och familjen oleanderväxter. Inga underarter finns listade i Catalogue of Life.